# Сепуран, Итан
Итан Сепуран (англ. Ethan Cepuran; род. 13 мая 2000, Глен-Эллин, Иллинойс) ― американский конькобежец, бронзовый призёр зимних Олимпийских игр 2022 года в Пекине в командной гонке преследования.

## Биография
Родился 13 мая 2000 года в городе Глен Эллин, Иллинойс, США.
Участвовал в чемпионате мира по конькобежному спорту среди юниоров 2018 года и выиграл серебряную медаль в масс-старте. 
Сепуран выиграл забег на 5000 метров на отборе в олимпийскую сборную США в 2022 году, став первым конькобежцем, прошедшим квалификацию в олимпийскую команду. 
На зимних Олимпийских играх 2022 года в забеге на 5000 метров и в командной гонке преследования, где завоевал бронзовую медаль. 